# Jaguaré Bezerra de Vasconcelos
Jaguaré Bezerra de Vasconcelos, conegut al Brasil simplement com Jaguaré i a França com Jaguare de Besveconne Vasconcellos, (Rio de Janeiro, 14 de maig de 1905 - Santo Anastácio, 27 d'agost de 1946) fou un jugador de futbol brasiler de la dècada de 1930.

## Trajectòria

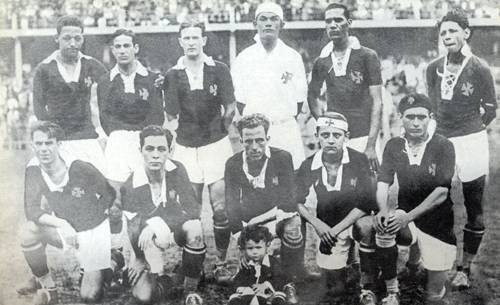
Equip del Vasco el 1929: darrera: Tinoco, Brilhante, Itália, Jaguaré, Fausto, Mola; davant: Pascoal, Oitenta-e-Quatro, Russinho, Mário Mattos, Santana

Jaguaré fitxà pel CR Vasco da Gama l'any 1928. L'any següent es proclamà campió del campionat de Rio, al costat d'homes com Fausto dos Santos i Russinho. Entre juny i agost de 1931 el Vasco da Gama, reforçat per alguns jugadors del Botafogo com Nilo i Carvalho Leite, realitzà un viatge per Europa. S'enfrontà a equips com FC Barcelona, FC Porto, SL Benfica i Sporting CP i guanyà vuit de 12 partits. Jaguaré i Fausto dos Santos van impressionar en els dos partits disputats enfront del FC Barcelona, i foren contractats pel club. No obstant, ambdós futbolistes només jugaren partits amistosos, ja que la normativa de l'època impedia l'alineació de forans en partits oficials. Dos Santos marxà a Suïssa i Jaguaré retornà al Brasil, però el Vasco no li permeté reingressar a l'equip. Jaguaré formà part de diversos combinats amb els quals realitzà diversos amistosos. La temporada 1934-35 defensà la porta del SC Corinthians Paulista de São Paulo.
L'any 1935 retornà a Europa. Inicialment havia de jugar a Itàlia, però l'esclat de la Segona Guerra Italo-Etíop provocà que es quedés a Portugal, fitxant per l'Sporting CP de Lisboa. L'any 1936 ingressà a l'Olympique de Marsella, on reemplaçà a Laurent Di Lorto qui havia fitxat pel FC Sochaux-Montbéliard. Al club marsellès coincidí amb homes com Aznar, Ben Barek, Ben Bouali, Kohut, Weiskopf i Zatelli i es proclamà campió nacional, primer títol en la història del club. La següent temporada fou segon per darrere del Sochaux, però guanyà la Copa en vèncer el FC Metz 2-1 a la final. La darrera temporada al club, la 1938/39 tornà a ser segon darrere el FC Sète. Al club marsellès fou conegut amb el sobrenom del jaguar. A continuació fitxà pel club Académico FC de Porto, retornant finalment al São Cristóvão on acabà la seva carrera. Jugà tres partits amb la selecció del Brasil entre 1928 i 1929. Morí jove el 1946.

## Palmarès
- Campionat carioca:
  - 1929
- Lliga francesa de futbol:
  - 1937
- Copa francesa de futbol:
  - 1938